# أليكساندرو بوبا
أليكساندرو بوبا هو راكب الكنو روماني، ولد في 12 يوليو 1968.

## وصلات خارجية
- أليكساندرو بوبا على موقع أوليمبيديا (الإنجليزية)